# العلاقات الفنزويلية المالية
العلاقات الفنزويلية المالية هي العلاقات الثنائية التي تجمع بين فنزويلا ومالي.

## مقارنة بين البلدين
هذه مقارنة عامة ومرجعية للدولتين:
| وجه المقارنة                                              | فنزويلا                                  | مالي            |
| --------------------------------------------------------- | ---------------------------------------- | --------------- |
| المساحة (كم2)                                             | 916.45 ألف                               | 1.24 مليون      |
| عدد السكان (نسمة)                                         | 28.87 مليون                              | 18.54 مليون     |
| الكثافة السكانية (ن./كم²)                                 | 31.5                                     | 14.95           |
| العاصمة                                                   | كاراكاس                                  | باماكو          |
| اللغة الرسمية                                             | اللغة الإسبانية، لغة الإشارة الفنزويلية ‏ | لغة فرنسية      |
| العملة                                                    | بوليفار فنزويلي                          | فرنك غرب أفريقي |
| الناتج المحلي الإجمالي (بليون دولار)                      | 482.36 مليار                             | 15.29 مليار     |
| الناتج المحلي الإجمالي (تعادل القوة الشرائية) بليون دولار |                                          | 35.69 مليار     |
| الناتج المحلي الإجمالي الاسمي للفرد دولار أمريكي          |                                          | 724             |
| الناتج المحلي الإجمالي للفرد دولار أمريكي                 |                                          | 1.60 ألف        |
| مؤشر التنمية البشرية                                      | 0.762                                    | 0.419           |
| رمز المكالمات الدولي                                      | +58                                      | +223            |
| رمز الإنترنت                                              | .ve                                      | .ml             |
| المنطقة الزمنية                                           | 00                                       | 00              |

## منظمات دولية مشتركة
يشترك البلدان في عضوية مجموعة من المنظمات الدولية، منها:
| علم المنظمة | اسم المنظمة                        | تاريخ انضمام فنزويلا | تاريخ انضمام مالي |
| ----------- | ---------------------------------- | -------------------- | ----------------- |
|             | الأمم المتحدة                      | 15 نوفمبر 1945       | 28 سبتمبر 1960    |
|             | منظمة التجارة العالمية             | ?                    | ?                 |
|             | منظمة الشرطة الجنائية الدولية      | ?                    | ?                 |
|             | الاتحاد الدولي للاتصالات           | 13 أغسطس 1920        | 21 أكتوبر 1960    |
|             | البنك الدولي للإنشاء والتعمير      | 30 ديسمبر 1946       | 27 سبتمبر 1963    |
|             | الاتحاد البريدي العالمي            | ?                    | ?                 |
|             | منظمة حظر الأسلحة الكيميائية       | ?                    | ?                 |
|             | مؤسسة التمويل الدولية              | 28 ديسمبر 1956       | 9 مايو 1978       |
|             | وكالة ضمان الاستثمار متعدد الأطراف | 9 مايو 1994          | 22 أكتوبر 1992    |
|             | يونسكو                             | 25 نوفمبر 1946       | 7 نوفمبر 1960     |

## وصلات خارجية
- موقع وزارة الخارجية الفنزويلية